# Behind the Shade
Behind the Shade je druhé sólové studiové album amerického kytaristy Jamese Williamsona. Vydáno bylo 22. června roku 2018 společností Leopard Lady Records. Jde o Williamsonovo první album, které nahrál za doprovodu kapely The Pink Hearts. Deska byla nahrána během roku 2017 v kalifornských městech Berkeley (nástroje) a Los Angeles (zpěv). Deska v základní verzi obsahuje celkem deset autorských písní, coby bonus bude obsahovat rovněž coververzi písně „Died a Little Today“ od Alejandra Escoveda. Williamson uvedl, že je velmi špatným textařem, tudíž na textech spolupracoval s Frankem Meyerem.

## Seznam skladeb
1. Riot on the Strip – 2:59
2. Judith Christ – 5:05
3. Pink Hearts Across the Sky – 3:19
4. You Send Me Down – 4:47
5. Destiny Now – 3:58
6. This Garden Lies – 3:58
7. Purple Moon – 4:19
8. Miss Misery – 5:30
9. The Revolution Stomp – 3:25
10. Behind the Shade – 5:18
11. Died a Little Today (bonus) – 3:37